# 福祉街道
福祉街道，是中华人民共和国吉林省长春市南关区下辖的一个乡镇级行政单位。2018年10月成立，位于新城大街和飞虹路以东，博学路以南，净月大街以西，福祉大路以北。辖区面积10平方公里，辖中信、潭北、金穗、潭西4个社区和潭西、潭北2个村，人口5.04万人。福祉街道办事处驻聚业大街与金桔路交汇处。
2023年3月17日行政区划调整。调整后，管辖范围为飞虹路以东，博学路以南，净月大街以西，福祉大路以北。

## 行政区划
福祉街道下辖以下地区：
中信社區、潭北社區、金穗社區、潭西社區、潭西村、潭北村。
2023年3月17日行政区划调整后，下辖中信、金穗、潭西、潭北4个社区和潭西、潭北2个行政村。